# Le Sueur (rivière)
Le Sueur est un cours d'eau qui coule dans l'État du Minnesota aux États-Unis.
Cette rivière prend sa source dans le comté de Freeborn. Elle traverse ensuite le comté de Steele, puis le comté de Waseca avant d'aller se jeter dans la rivière Blue Earth dont elle est un des principaux affluents.
Sa longueur est de 178 kilomètres. Ses eaux contribuent au bassin fluvial du Mississippi, car la rivière Blue Earth se jette dans la rivière Minnesota qui est elle-même un affluent de Mississippi.
Cette rivière fut dénommée Le Sueur en mémoire de Pierre-Charles Le Sueur (1657-1704), explorateur, trappeur et négociant français de la Nouvelle-France qui fonda, en 1700, le Fort L'Huillier au confluent de la rivière bleue (rivière Blue Earth) et de la rivière Minnesota.